# پیچیت

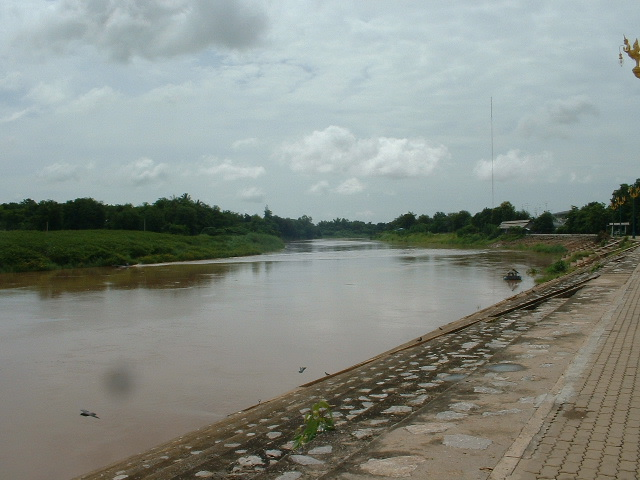
نمایی از رودخانهٔ (Nan) روبروی شهر فیچیت، تایلند - ۲۰۰۶

فیچیت (به تایلندی: เทศบาลเมืองพิจิตร) یک شهر در شمال تایلند است که در استان پیچیت واقع شده‌است.

## خصوصیات
فیچیت ۱۲٫۰۲ کیلومترمربع مساحت و طبق سرشاری سال ۲۰۰۵ بالغ بر ۲۳٬۷۹۱ نفر جمعیت دارد. این شهر در ۳۲۶ کیلومتری شمال بانکوک واقع شده است